# 付値
付値（ふち、英: valuation、賦値、附値とも）とは、単位元 1 を持つ環 R と順序加群 G に対して、以下の3条件を満たす写像 v: R → G ∪ {∞} である。
1. v(1) = 0, v(0) = ∞ である。
2. 任意の R の元 x, y に対して、v(xy) = v(x) + v(y) が成り立つ。
3. 任意の R の元 x, y に対して、v(x + y) ≥ min(v(x), v(y)) が成り立つ。

ただし、∞ は G には属さない元で、G の任意の元 a に対して
- {\displaystyle a<\infty ,}
- {\displaystyle a+\infty =\infty ,}
- {\displaystyle \infty +\infty =\infty }

を満たすものとする。上記定義を満たす付値のことを R の 加法付値または一般付値ともいう。さらに G が実数体の加法部分群であるとき指数付値という。
特に R が体であるとき、{\displaystyle v(R\smallsetminus \{0\})} は G の加法部分群となり、これを v の値群という。

## 加法付値

### 例
1. 1 を含む環 R に対して、{\displaystyle {\mathfrak {p}}} を 1 を含まない R の素イデアルとする。R の元 a に対して{\displaystyle v(a)={\begin{cases}0&(a\notin {\mathfrak {p}})\\\infty &(a\in {\mathfrak {p}})\end{cases}}}と定めれば、R の加法付値となる。従って、1 を含む任意の環に対して、加法付値が一つ以上存在する。
2. 体 K に対して、上記の例を適用することにより {\displaystyle v(a)={\begin{cases}0&(a\in K^{\times })\\\infty &(a=0)\end{cases}}}は K の加法付値となる。これを K の自明な加法付値という。
3. 素数 p と 0 ではない有理数 a に対して、{\displaystyle a={\frac {p^{e}b}{p^{f}c}}\quad (e\geq 0,\,f\geq 0,\,(b,c)=1,\,(bc,\ p)=1)}と表したとき、 {\displaystyle v(a)={\begin{cases}e-f&(a\in K^{\times })\\\infty &(a=0)\end{cases}}}で定義すると、v は有理数体の加法付値となる。これを p-進加法付値という。
4. より一般に、{\displaystyle {\mathfrak {p}}} を代数体 K の素イデアルとする。K の 0 でない元 α は {\displaystyle (\alpha )={\mathfrak {p}}^{\mu }{\mathfrak {b}}} （{\displaystyle {\mathfrak {b}}} は {\displaystyle {\mathfrak {p}}} と互いに素な分数イデアル、μ は有理整数）の形に一意的に表せるが、このとき {\displaystyle v(a)={\begin{cases}\mu &(a\in K^{\times })\\\infty &(a=0)\end{cases}}}と定めると、v は代数体 K の加法付値となる。これを {\displaystyle {\mathfrak {p}}}-進加法付値 という。
5. 複素平面から複素平面への有理型関数の全体を K とする。複素平面上の点 P を一つ取り固定する。0 でない 有理型関数 f に対して、点 P で n-位の零点であるとき v(f) = n, 零点でも極でもないとき v(f) = 0, n-位の極であるとき v(f) = −n と定めると、v は K の加法付値となる。
6. 体 K の 1-変数有理関数体 K(x) の 0 でない元 f(x) に対して{\displaystyle f(x)={g(x) \over h(x)}\quad (g(x),\,h(x)\in K[x])}と表したとき、v(f) = deg h − deg g と定義すると、v は K(x) の加法付値となる。
7. α を無理数とし、体 K 係数の 0 でない多項式{\displaystyle p(x,y)=\sum _{j=0}^{m}a_{j}x^{j}y^{m-j}\quad (a_{j}\in K,\ m\geq 0)} に対して、v(p) = min{j + (m − j)α | aj ≠ 0, 0 ≤ j ≤ m} とし、K 上の 2-変数有理関数体 K(x, y) の 0 でない元 f(x, y) に対して{\displaystyle f(x,y)={g(x,y) \over h(x,y)}\quad (g(x,y),\ h(x,y)\in K[x,y])}と表したとき、v(f) = v(g) − v(h) と定義すると、v は K(x, y) の加法付値となる。
8. 体 K の 0 でない n-変数多項式{\displaystyle p(x_{1},\ldots ,x_{n})=\sum _{j_{1}=1}^{m_{1}}\cdots \sum _{j_{n}=1}^{m_{n}}a_{j_{1}\ldots j_{n}}x_{1}^{j_{1}}\cdots x_{n}^{j_{n}}\quad (a_{j_{1}\ldots j_{n}}\in K,\ m_{1},\ldots ,m_{n}\geq 0)}に対して、Zn の辞書式順序に関して{\displaystyle v(p)=\min\{(j_{1},\ldots ,j_{n})\mid a_{j_{1}\ldots j_{n}}\neq 0\}\in \mathbb {Z} ^{n}}とするとき、K 上の n-変数有理関数体 K(x1, ..., xn) の 0 でない元 {\displaystyle f(x_{1},\ldots ,x_{n})={\frac {g(x_{1},\ldots ,x_{n})}{h(x_{1},\ldots ,x_{n})}}\quad (g(x_{1},\ldots ,x_{n}),\,h(x_{1},\ldots ,x_{n})\in K[x_{1},\ldots ,x_{n}])}に対し、v(f) = v(g) − v(h) と定義すると、v は K(x1, ..., xn) の加法付値となる。
9. 体K に対して、体 L を{\displaystyle L=\bigcup _{n\geq 1}K(x_{1},\ldots ,x_{n})} とし、一つ上で挙げた加法付値を vn としたとき、0 でない L の元 f に対して{\displaystyle v(f)=(j_{1},\ldots ,j_{n},0,0,\ldots )\in \mathbb {Z} ^{\mathbb {N} }\quad (f\in K(x_{1},\ldots ,x_{n}),\ v_{n}(f)=(j_{1},\ldots ,j_{n}))} と定めれば、v は L の加法付値となる。

### 性質
環 R 上の加法付値 v に対して、以下が成立する。
- R が体であるならば、v(x) = ∞ である必要十分条件は x = 0 である。
- 任意の R の元 x, y に対して、v(xy) = v(yx) である。
- 任意の R の元 a に対し、v(−a) = v(a) である。
- 逆元をもつ R の元 a に対し、v(a−1) = −v(a) である。
- v(x) ≠ v(y) である R の元 x, y に対して、v(x + y) = min(v(x), v(y)) が成り立つ。
- x1 + … + xn = 0 である R の元 x1, ..., xn に対して、v(xi) = v(xj) を満たす i, j (i ≠ j) が存在する。

### 付値環
体 K の加法付値 v に対して、Rv = {a ∈ K | v(a) ≥ 0} は賦値 v に対する付値環と呼ばれる環を成す。このとき、{\displaystyle {\mathfrak {m}}_{v}=\{a\in K\mid v(a)>0\}} は、Rv のイデアルであり、賦値 v に対する付値イデアルと呼ばれる。
付値イデアルは付値環に含まれる唯一の極大イデアルであるので、{\displaystyle R_{v}/{\mathfrak {m}}_{v}} は体となる。この体のことを v に関する剰余体または剰余類体という。さらに、{a ∈ K | v(a) = 0} は乗法群となり、これを賦値環の単数群という。

#### 付値環の性質
1. 付値環は局所環である。
2. 付値環は整閉である。
3. 体 K の付値環の商体は K である。
4. 付値環上の有限生成のイデアルは単項イデアルである。
5. 体 K の 0 でない元 a に対し、a または a−1 は付値環の元となる。
6. 付値環のイデアル全体からなる集合は、包含関係で全順序集合となる。つまり、{\displaystyle {\mathfrak {a}},\,{\mathfrak {b}}} を付値環のイデアルとしたとき、{\displaystyle {\mathfrak {a}}\subset {\mathfrak {b}}} または {\displaystyle {\mathfrak {b}}\subset {\mathfrak {a}}} が成立する。
7. R を体 K の部分環とし、R の素イデアルを {\displaystyle {\mathfrak {p}}} とすれば、K の加法付値 v が存在して、R ⊂ Rv および {\displaystyle {\mathfrak {m}}_{v}\cap R={\mathfrak {p}}} が成立する。
8. R を体 K の部分環とし、S を R の K における整閉包とすれば、{\displaystyle \textstyle R=\bigcap _{v}R_{v}} と表せる。ただし、v は付値環が S を含む様な加法付値全てを動くものとする。

上の性質の 4, 5, 6 は、環が付値環となる条件を与えている。つまり、商体が K となる、K の部分環 R が下記のいずれかが(したがってすべてが)満たされるとき、K の加法付値が存在して、R はその加法付値で付値環となる。
- R は局所環であり、R 上の有限生成のイデアルは単項イデアルである。
- 0 でない K の任意の元 a に対して、a または {\displaystyle a^{-1}} が R の元となる。
- R のイデアル全体からなる集合は、包含関係で全順序集合となる。

このことより、付値環を付値を用いずに定義することができる。

### 階数
加法付値 v の付値環の Krull-次元を v の階数という。
つまり、加法付値 v の付値環 Rv 上の素イデアル {\displaystyle {\mathfrak {p}}_{1},\ldots ,\ {\mathfrak {p}}_{n}} が存在して
{\displaystyle R_{v}\supsetneq {\mathfrak {p}}_{1}\supsetneq \cdots \supsetneq {\mathfrak {p}}_{n}\supsetneq (0)}
が成立するような n の最大値を階数という。階数は必ずしも有限とは限らない。例えば、先に挙げた加法付値の例9. の階数は ∞ である。また、任意の正整数 n に対して、例8. の階数は n であり、自明な加法付値は 0 である。
自明ではない加法付値の階数は 1 以上であり、特に指数付値の階数は 1 である。より一般に、値群が実数の 0 ではない加法部分群と順序同型であるならば、階数は 1 であり、逆に階数が 1 である加法付値の値群は実数の加法部分群と順序同型である。
体 K の加法付値 v の階数は次の様に言い換えることができる。
- 階数とは、v の付値環を含む K と異なる K の部分環の個数である。
- 階数とは、v の値群を G とし、G の部分群 H で0 ≤ y ≤ x を満たす G の元 x, y に対し、x が H の元であれば、y も H の元であるという条件を満たすもの[2]の個数である。

### 離散付値
体 K の加法付値 v の値群 v(K×) が、辞書式順序で Znと順序同型であるとき離散的であるといい、この様な加法付値を離散的加法付値または離散的一般付値という。
特に、上記 n が 1 である離散的加法付値のことを離散付値という。
さらに、値群が Z となる離散付値を正規離散付値または正規指数付値という。 
例えば、先に挙げた加法付値の例の 2., 3., 4., 5., 6. は正規離散付値であり、n ≥ 2 に対して、例8. は離散付値ではない離散的加法付値である。例7. の様に離散付値にならない加法付値も存在する。
体 K の正規離散付値 v に対して、v(π) = 1 を満たす K の元 π を v の 素元という。すると、K× の元 α は、素元と K の単元を用いて、α = επn と一意的に表現される。たし、ε は K の単元であり、n は整数である。
離散付値 v に関して、以下のことが成り立つ。ただし、付値イデアルを {\displaystyle {\mathfrak {m}}} とする。
- 付値環はネーター環である。[5]
- 任意の付値環のイデアル {\displaystyle {\mathfrak {a}}\neq 0} に対して、ある非負整数 n が存在して、{\displaystyle {\mathfrak {a}}={\mathfrak {m}}^{n}} と表される。つまり、付値環は単項イデアル環である。

特に、v が正規離散付値であるならば、0 ではないイデアルは、n ≥ 0 に対して {x ∈ K | v(x) ≥ n} のかたちに表される。
- {\displaystyle \textstyle \bigcap _{n=1}^{\infty }{\mathfrak {m}}^{n}=(0)} が成立する。
- 任意の付値環の元 a と 0 でない K の元 b に対して、ある正整数 n が存在して、nv(a) ≥ v(b) が成立する。

### 付値の合成
体 K の加法付値 v に対して、v の剰余体 {\displaystyle R_{v}/{\mathfrak {m}}_{v}} の加法付値を v′ とする。このとき
{\displaystyle R''=\{a\in R_{v}\mid a\ {\bmod {\ }}{\mathfrak {m}}_{v}\in R_{v'}\}}
は、K の付値環となる。そこで、K の加法付値 v′′ を Rv′′ = R′′ を満たす様に取ったとき、v′′ を v と v′ との合成という。(v′′ の階数) = (v の階数) + (v′ の階数) が成り立つ。
加法付値の合成を用いて、体 K の加法付値を w、K の拡大体を L とし、 L の加法付値 v を、剰余体が K と同型になるようにとれば、L の加法付値 v′ として
{\displaystyle v'(a)={\begin{cases}w(a)&(a\in K)\\v(a)&(a\in L\setminus K)\end{cases}}}
が成り立つものを得ることができる。

## 乗法付値
体 K に対して、以下の3条件を満たす |•|: K → R
を、乗法付値という。
1. K の任意の元 x に対して |x| ≥ 0 であり、|x| = 0 であるための必要十分条件は x = 0 である。
2. K の任意の元 x, y に対して、|xy| = |x||y| が成り立つ。
3. ある正数 c が存在して、K の任意の元 x, y に対して、|x + y| ≤ c max(|x|, |y|) が成り立つ。

上記条件3 の代わりに、下記の条件
- K の任意の元 x, y に対して、|x + y| ≤ |x| + |y| が成立する。

を満たすものも（このとき c = 2 とおけば条件3 を満たすので）乗法付値となるが、これを三角不等式を満たす乗法付値という。 

### 乗法付値の例
1. 体 K に対して{\displaystyle |a|_{0}={\begin{cases}1&(a\in K^{\times })\\0&(a=0)\end{cases}}}と定めれば、乗法付値となる。これを自明な付値という。つまり、任意の体 K に対して、乗法付値はひとつ以上存在する。
2. 実数体または複素数体上の絶対値は乗法付値である。絶対値のことを他の乗法付値と区別するために |•|∞ と書かれることもある。
3. 素数 p と 0 ではない有理数 {\displaystyle a={p^{e}b \over p^{f}c}\quad (e\geq 0,\ f\geq 0,\ (b,c)=1,\ (bc,\ p)=1)} に対して、|a|p = pf−e で与えられる |•|p: Q → R は、有理数体上の乗法付値となる。これを p-進付値という。これは上記の p-進加法付値を使って、|a|p = p− v( a) とあらわすことができる。
4. より一般に、上記の{\displaystyle {\mathfrak {p}}}-進加法付値 v に対して、|a|{\displaystyle {\mathfrak {p}}} = N{\displaystyle {\mathfrak {p}}} − v ( a ) で与えられる|•|{\displaystyle {\mathfrak {p}}}: K → R は、代数体 K 上の乗法付値となる。ここで N{\displaystyle {\mathfrak {p}}} は素イデアル {\displaystyle {\mathfrak {p}}} のノルムである。これを {\displaystyle {\mathfrak {p}}}-進付値という。

### 乗法付値の性質
体 K 上の乗法付値 |•| に対して、以下が成立する。
- |1| = 1 である。
- 任意の K の元 a に対し、|−a| = |a| である。
- 0 でない任意の K の元 a に対し、|a−1| = |a|−1 である。
- K の元 a を |a| ≤ 1 となる様にとれば、|1 + a| ≤ c である。[7]
- 離散付値ではない乗法付値

### アルキメデス付値
乗法付値の定義において、条件3 の定数 c は、常に c ≥ 1 であるが、c = 1 と選ぶことができるとき、非アルキメデス付値または非アルキメデス的付値という。非アルキメデス付値でない乗法付値のことをアルキメデス付値またはアルキメデス的付値という。
自明な付値や、任意の素数 p に対する有理数体上の p-進付値は非アルキメデス付値である。
また、実数体または複素数体上の絶対値はアルキメデス付値である。
任意の非アルキメデス付値 |•| は、任意の正整数 n に対して、|n 1| ≤ 1 を満たす。逆に、任意の正整数 n に対して、|n 1| ≤ c となる n に無関係な定数 c が存在する乗法付値は非アルキメデス付値である。
このことから、アルキメデス付値を持つ体の標数は 0 である。従って、有限体の乗法付値は全て非アルキメデス付値である。より正確には、有限体の乗法付値は自明な付値だけである。
しかし、標数が 0 であっても、アルキメデス付値を持たない場合がある。体の（集合論的）濃度が連続体濃度よりも真に大きい体は、アルキメデス付値を持たない。このことは次の定理からの帰結である。
オストロフスキーの定理
必ずしも可換とは限らない体 K がアルキメデス付値 |•| を持つとする。このとき、K から複素数体（K が可換体であるとき）または四元数体（K が斜体のとき）の中への同型写像 φ と正数 ρ が存在して、{\displaystyle |\alpha |=|\varphi (\alpha )|_{\infty }^{\rho }\quad (\alpha \in K)}が成立する。ここで |•|∞ は複素数体または四元数体の絶対値である。従って、四元数体の部分体と同型な体はアルキメデス付値を持つ。

### 非アルキメデス付値と指数付値
q > 1 を１つ取り固定する。|•| を体 K の非アルキメデス付値としたとき v: K → R ∪ {∞} を
{\displaystyle v(x)={\begin{cases}-\log _{q}|x|&(x\neq 0)\\\infty &(x=0)\end{cases}}}
で定めると、v は K の指数付値となる。
逆に、K の指数付値 v に対して |•|v: K → R を
{\displaystyle |x|_{v}={\begin{cases}q^{-v(x)}&(x\neq 0)\\0&(x=0)\end{cases}}}
で定めると、|•|v は K の非アルキメデス付値となる。
従って q を固定するとき、非アルキメデス付値と指数付値の間には一対一の対応を付けることができる。しかし、アルキメデス付値に対しては、上の様に v を定義しても加法付値にはならない。
さらに、上で定義された非アルキメデス付値 |•| に対する加法付値 v に対して、v の付値環、付値イデアルを Rv, {\displaystyle {\mathfrak {m}}_{v}} とし、
{\displaystyle R_{|\bullet |}=\{\alpha \in K\mid |\alpha |\leq 1\},\quad {\mathfrak {m}}_{|\bullet |}=\{\alpha \in K\mid |\alpha |<1\}}
とおくと、Rv = R|•|, {\displaystyle {\mathfrak {m}}_{v}={\mathfrak {m}}_{|\bullet |}} が成り立ち、R|•|, {\displaystyle {\mathfrak {m}}_{|\bullet |}} はそれぞれ K の部分環、R|•| のイデアルになる。このとき、R|•|, {\displaystyle {\mathfrak {m}}_{|\bullet |},\,R_{|\bullet |}/{\mathfrak {m}}_{|\bullet |}} を非アルキメデス付値 |•| に対する付値環、付値イデアル、剰余体という。
この様に得られた付値環、付値イデアルに対しても、先に挙げた加法付値に対する付値環、付値イデアルと同じ性質が成り立つ。
また、v が離散付値であるとき、|•| を離散付値という。このとき、うまく q を選べば v は正規離散付値となるので、v(π) = 1 となる K の元 π が存在する。この π のことを |•| に関する素元という。
なお、アルキメデス付値に対しては、非アルキメデス付値と同様にして R|•|, {\displaystyle {\mathfrak {m}}_{|\bullet |}} を定義することができるが、R|•| は K の部分環にはならず、{\displaystyle {\mathfrak {m}}_{|\bullet |}} もイデアルにはならない。
しかし、{x ∈ K | |x| = 1} はアルキメデス付値、非アルキメデス付値に関わらず乗法群となる。これを乗法付値 |•| に対する単数群という。

## 付値の同値性
体 K 上の２つの加法付値 v, v′ に対して両者の付値環が等しいとき、すなわち
{\displaystyle v(a)\geq 0\iff v'(a)\geq 0}
が全ての K の元 a に対して成り立つとき v と v′ は同値であるという。
また、乗法付値 v, v′ が同値であるとは、正数 r > 0 が存在して、K の任意の元 a に対して
{\displaystyle v(a)=v'(a)^{r}}
が成り立つときにいう。これは
{\displaystyle v(a)<1\iff v'(a)<1}
が任意の K の元 a に対して成り立つときと言い換えることもできる。従って、v, v′ が非アルキメデス付値であるならば、両者の付値環は一致する。
付値の同値について、以下のことが成立する。
- 付値の同値は、加法付値もしくは乗法付値の同値関係となる。
- 自明な（加法）付値は、自明ではない（加法）付値とは同値にはならない。
- 任意の乗法付値は、三角不等式 |x + y| ≤ |x| + |y| を満たす乗法付値 |•| に同値である。
- ２つの乗法付値が同値であれば、共にアルキメデス付値であるか、もしくは共に非アルキメデス付値であるかのどちらか一方が成立する

オストロフスキーの定理有理数体上の乗法付値は、以下のいずれかと同値である。
- 自明な付値
- 素数 p に対する p-進付値
- 絶対値

## 付値の延長
体 L の部分体と同型となる体を K とする。K の付値 vK に対して、L の付値 vL が存在して
{\displaystyle v_{K}(a)=v_{L}(a)\quad (\forall a\in K)}
を満たすとき、賦値 vL は賦値 vK の L への延長または拡張であるといい、vK は vL の K への縮小または制限であるという。
付値の延長の存在性について、加法付値に対しては、体 K の任意の拡大体 L と K の加法付値 v に対して、v の L への延長となる、階数が v の階数と等しい付値 vL が存在する。
また、乗法付値に関しては、非アルキメデス付値は（階数が 1 以下の加法付値である）指数付値と一対一の対応が付けられるので、上記のことから、任意の拡大体に対して与えられた非アルキメデス付値の（非アルキメデス付値である）延長が存在する。
アルキメデス付値に関しては、任意の代数拡大体に対して、与えられたアルキメデス付値の（アルキメデス付値である）延長が存在するが、非アルキメデス付値の場合と異なり、代数拡大ではない拡大体に対して与えられたアルキメデス付値の延長が存在するとは限らない。
例えば、複素数体上の絶対値を、複素数体上の 1-変数有理関数体 C(t) に延長することはできない。しかし、有理数体上の絶対値は実数体上に延長できるので、代数拡大以外の拡大体への延長が全く存在しないというわけではない。
体 L の付値 v の部分体 K への縮小で得られる付値 vK は、v に対して一意的に決まるが、付値 vK の L への延長で得られる付値は v だけとは限らない。L が K の有限次拡大体であるとき、最大 [L : K] 個の互いに同値ではない vK の延長となる付値が存在する。より正確には次が成立する。
体 K に対する加法付値を v とする。L を K の有限次代数拡大体とし、w1, ... , wn を v の L への互いに同値ではない延長全体とする。v, wi それぞれの剰余体、値群をそれぞれ F, Fi, G, Gi とし、ei = #(Gi/G), fi = [Fi  : F] とおくと、
{\displaystyle \sum _{i=1}^{n}e_{i}f_{i}\leq [L:K]}
が成立する。 なお上式において、例えば v が離散付値であり L が K 上分離拡大であるならば、等号が成立する。
この定理に現れる ei, fi を wi の v に対する分岐指数、剰余次数（または相対次数）という。
ある i に対して ei = 1 となるとき、wi は不分岐であるといい、ei > 1 であるとき分岐するという。さらに fi = 1 となるとき、wi は完全分岐であるという。
特に g = 1 つまり、v の延長が同値なものを除いて w しか存在しないとき、w の v に対する分岐指数 e および剰余次数 f を、L の K に対する分岐指数および剰余次数（または相対次数）という。さらに L の剰余体が K の剰余体の分離拡大であるとき、e = 1, f = [L : K] であるならば拡大 L/K は不分岐、e = [L : K], f = 1 であるならば拡大 L/K は完全分岐であるという。

## 近似定理
どのふたつも互いに同値ではない、体 K の非自明な乗法付値 |•|1, ... , |•|n に対し、K の任意の元 a1, ... , an と正数 ε1, ... , εn に対して、K の元 b が存在して
{\displaystyle |b-a_{i}|_{i}<\varepsilon _{i}}
が全ての i に対して成立する。これを乗法付値に対する近似定理という。
上記の乗法付値の組を相異なる素数 p からなる p-進付値とすれば、この定理は、中国剰余定理を表している。

## 独立性定理
どのふたつも互いに同値ではない、体 K の非自明な乗法賦値 |•|1, ... , |•|n にたいし、実数 c1, ... ,cn が存在して、K の 0 でない任意の元 a に対し
{\displaystyle \prod _{i=1}^{n}|a|_{i}^{c_{i}}=1}
が成立するならば、c1 = … = cn = 0 である。これを乗法付値に対する独立性定理という。

## 積公式
V を体 K の自明な付値以外の互いに同値ではない乗法付値からなる集合とする。上述の独立性定理により、V が有限集合であれば、
{\displaystyle \prod _{|\bullet |\in V}|a|\neq 1}
となる K の元 a が必ず存在する。そこで、V を無限集合とし、K の元 a ごとに、積をとる乗法付値を V からうまく選ぶことにすれば
{\displaystyle \prod _{|\bullet |_{i}\in V \atop i=1,\ldots ,n}|a|_{i}=1}
が 0 でない全ての元 a に対して成り立つ様にできる可能性がある。もし、この様なことができる場合、K と V に対して、積公式が成り立つという。
例えば K を有理数体とし、V を全ての素数に対する p-進付値と、絶対値からなる集合とすれば、積公式が成り立つ。

## 素点
体 K の自明ではない乗法付値全体の集合を付値の同値で類別した集合を V としたとき、V の元を K の素点もしくは素因子という。素点の元にアルキメデス付値が含まれている場合、その素点に含まれている乗法付値はすべてアルキメデス付値であり、その様な素点を無限素点もしくは無限素因子という。
オストロフスキーの定理より、アルキメデス付値を持つ体は実数体もしくは複素数体に埋め込まれ、どちらの体に埋め込まれるかはアルキメデス付値によって決まる。このことから無限素点の代表元が実数体の中への同型写像によって得られるとき、この無限素点を実無限素点もしくは実無限素因子といい、実数体ではなく、複素数体の中への同型写像によって得られるとき、複素無限素点もしくは複素無限素因子という。実無限素点となるか複素無限素点となるかは、無限素点の代表元によらない。
また、素点が非アルキメデス付値を含む場合、その素点に含まれている乗法付値はすべて非アルキメデス付値であり、その様な素点を有限素点もしくは有限素因子という。
素点の例としては、例えば代数体の素点を参照のこと。
体 K の拡大体を L とする。K の素点 {\displaystyle {\mathfrak {p}}} に含まれる付値 v に対して、v の L への延長が存在し、そのうちの１つを wとし、w を含む L の素点を {\displaystyle {\mathfrak {P}}} とすれば、素点 {\displaystyle {\mathfrak {P}}} を素点 {\displaystyle {\mathfrak {p}}} の L への延長といい、{\displaystyle {\mathfrak {p}}} を {\displaystyle {\mathfrak {P}}} の縮小という。
任意の体および素点に対して、部分体への素点の縮小は必ず存在して、素点の代表元によらず一意的に決まるが、素点の延長に対しては存在したとしても一般的には複数存在する。しかし、ある素点に対する素点の延長の集合は、元の素点の代表元によらず一意的に決まる。